# Montferrat (Isère)
Montferrat é uma comuna francesa na região administrativa de Auvérnia-Ródano-Alpes, no departamento de Isère. Estende-se por uma área de 12,26 km². Em 2010 a comuna tinha 1 833 habitantes (densidade: 149,5 hab./km²).